# Jamais Te Esquecerei
Jamais Te Esquecerei (en español: Jamás te olvidaré) es una telenovela brasileña producida por el SBT, cuyo primer capítulo fue emitido el 14 de abril de 2003. Escrito por Henrique Zambelli, Ecila Pedroso y dirigida por Jacques Lagoa. es un remake la telenovela mexicana "Nunca te olvidaré" escrita por Caridad Bravo Adams.
Fábio Azevedo y Ana Paula Tabalipa interpreta al personajes principales. Bia Seidl interpreta la antagonista, Leonor. Fue reapresentada en 7 de enero de 2013.

## Elenco

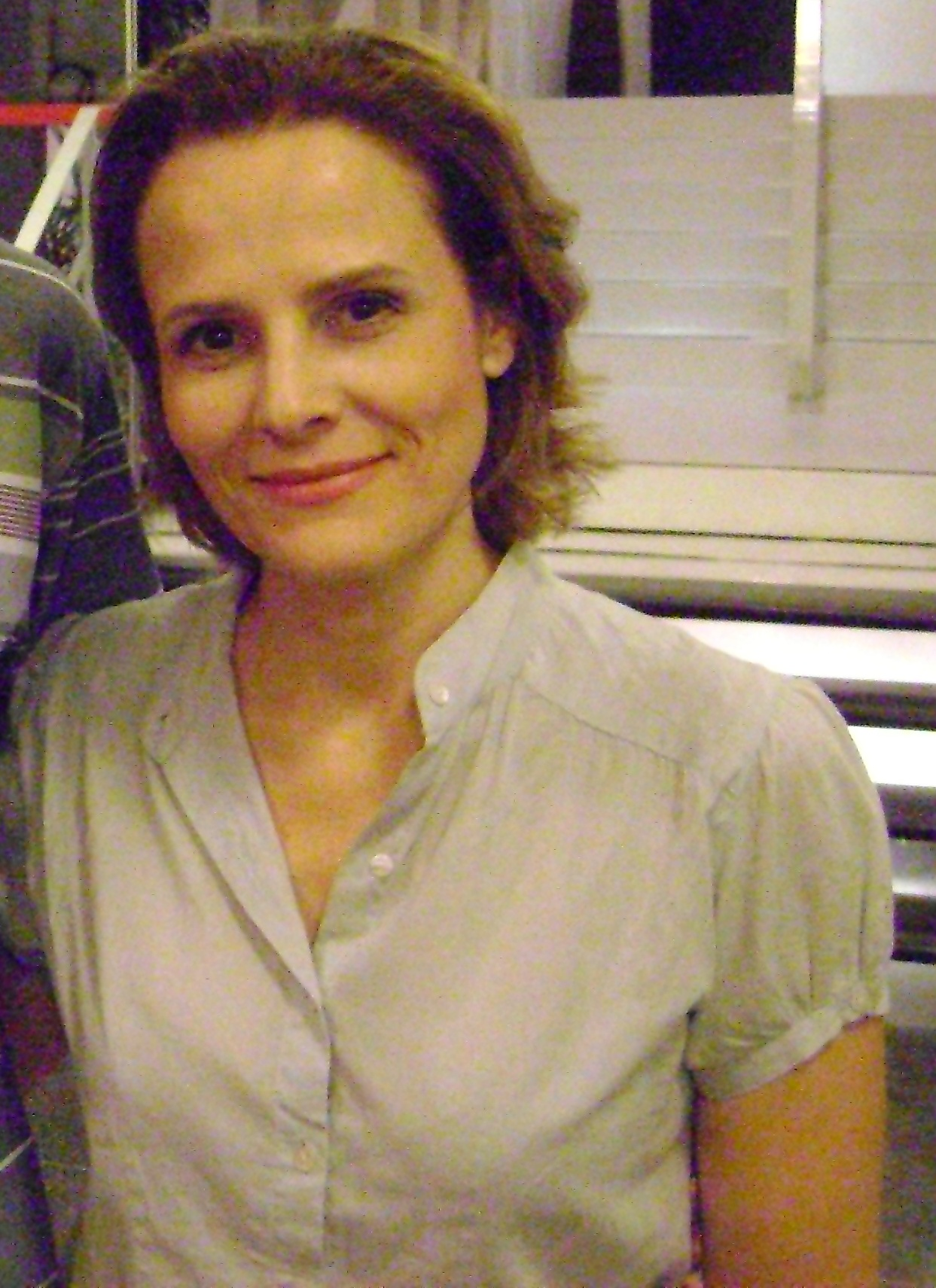
Bia Seidl interpretou Leonor.

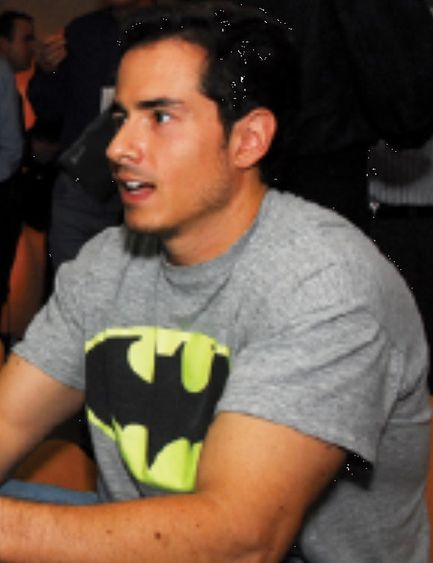
Felipe Fogosi interpretou el enamorado Álvaro.

| Actor / Actriz               | Personaje       |
| ---------------------------- | --------------- |
| Ana Paula Tabalipa           | Beatriz         |
| Fábio Azevedo                | Danilo          |
| Bia Seidl                    | Leonor          |
| Marcos Wainberg              | Vítor           |
| Danton Mello                 | Eduardo Moraima |
| Micaela Góes                 | Sílvia          |
| Vera Zimmermann              | Açucena         |
| Felipe Folgosi               | Álvaro          |
| Clarisse Abujamra            | Alzira          |
| Viviane Victorette           | Letícia         |
| Ana Maria Nascimento e Silva | Irene           |
| Tássia Camargo               | Isabela         |
| Jonas Bloch                  | Antônio         |
| Glauce Graieb                | Madre Superiora |
| Rejane Arruda                | Branca          |
| Jonathan Nogueira            | Beto            |
| Wanderley Cardoso            | Adamastor       |
| Fabrício Pietro              | Ivan            |
| Valéria Sândalo              | Celeste         |
| Tiago Moraes                 | Matheus         |
| César Pezzuoli               | Justo           |
| Delano Avelar                | noivo de Leonor |
| Rogério Márcico              | Samuel          |
| Magali Biff                  | Iracema         |
| Chica Lopes                  | Irmã Margarida  |
| Aldine Müller                | Délia           |
| Eduardo Silva                | Siri            |

### Apoio
- Carine Quadros - Hilda
- Sandra Mara Azevedo - Madalena
- Amadeu Lamounier - Léo
- Fabíola Dutkiev - Lola
- Rogério Bandeira - Afrânio
- Luciana Canton - Priscila
- Vicente Morellato - Téo
- Ricardo di Giácomo - Lino
- Fábio Araújo - Gordo
- Daniela Ferro - Consuelo
- Paulo Vasconcelos - Waldir
- Mauro Gorini - Carlos
- Marco Lunez - Genésio
- Vera Mancini - Serafina
- Tadeu de Menezes - Seu Filó
- Paixão de Jesus - Benedita
- Lorenza Pozza - Beatriz (criança)
- Vitor Morosini - Danilo (joven)
- Iuli de Souza - Sílvia (joven)

## Banda sonora
- Jamais Te Esquecerei - Ivan Lins
- Quase um Segundo - Luiza Possi
- Que Amor É Esse - Chitãozinho & Xororó
- Doce Presença - Luanda Cozetti
- Um Dia a Mais - Zezé Di Camargo & Luciano
- Resposta ao Tempo - Adriana Godoy
- Tempestade de Paixão - Guilherme & Santiago
- Todos os Meus Sentidos - Olivia Heringer
- Poeira no Vento - Chrystian & Ralf
- Epitáfio - Gal Costa
- As Dores do Mundo - Hyldon
- Incondicionalmente - Vega
- Onde Anda Você - Toquinho y Vinicius
- Pra Te Amar - Nila Branco
- Hoje Eu Sei - Rouge
- Clima de Rodeio - Dallas Company